# أراسيلي غيلبرت
أراسيلي غيلبرت هي رسامة إكوادورية، ولدت في 6 ديسمبر 1913 في غواياكيل في الإكوادور، وتوفيت في 7 فبراير 1993 في كيتو في الإكوادور.

## وصلات خارجية
- أراسيلي غيلبرت على موقع ديسكوغز (الإنجليزية)